# Terremoto de Nazca de 1996
El terremoto de Nazca ocurrió en Perú, el 12 de noviembre de 1996, a las 11:59 horas (hora local). Con epicentro en Changuillo, afectó a un gran sector de dicho país, principalmente a las provincias de Ica, Palpa, Nasca, Caravelí, La Unión, Huaytará, Lucanas, y la Parinacochas, causando daños menores y pánico en ciudades como Lima, Huancayo, Cuzco, Arequipa, Huamanga, Andahuaylas, entre otras.  

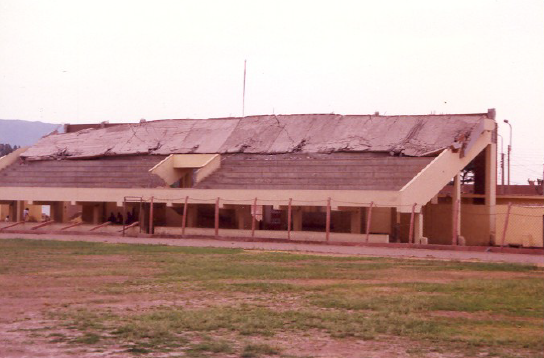
El estadio de Nasca después del terremoto.

## Características
Su epicentro se halló frente a las costas limítrofes entre el departamento de Ica y el departamento de Arequipa (Ciudad de San Juan de Marcona en la provincia de Nasca), a unos 135 km al suroeste de la ciudad de Nasca. Su magnitud fue de 7.7 grados en la escala de momento y alcanzó una intensidad de hasta VIII grados en la escala de Mercalli en Nazca. Produjo un leve tsunami, con efectos menores en Marcona y San Nicolás, llegando a Arica en 35.5 centímetros. Coincidió con la hora de salida o receso en muchos centros educativos y de trabajo, evitando un mayor número de pérdidas de vida. Los daños ocurridos también afectaron notablemente a la localidad de Jaquí y sus alrededores, dejando las casas y colegios destruidos.